# Calvin Harris/Diskografie
Diese Diskografie ist eine Übersicht über die musikalischen Werke des britischen DJs und Sängers Calvin Harris. Den Quellenangaben und Schallplattenauszeichnungen zufolge hat er bisher mehr als 182,8 Millionen Tonträger verkauft, davon alleine in seiner Heimat über 45,9 Millionen. In Deutschland konnte er über 8,4 Millionen Tonträger vertreiben, womit er zu den Interpreten mit den meisten Tonträgerverkäufen des Landes zählt. Seine erfolgreichste Veröffentlichung ist die Single We Found Love mit über 20,5 Millionen verkauften Einheiten.

## Alben

### Studioalben
| Jahr | Titel Musiklabel                                | Höchstplatzierung, Gesamtwochen, AuszeichnungChartplatzierungen (Jahr, Titel, Musiklabel, Platzierungen, Wochen, Auszeichnungen, Anmerkungen) | Höchstplatzierung, Gesamtwochen, AuszeichnungChartplatzierungen (Jahr, Titel, Musiklabel, Platzierungen, Wochen, Auszeichnungen, Anmerkungen) | Höchstplatzierung, Gesamtwochen, AuszeichnungChartplatzierungen (Jahr, Titel, Musiklabel, Platzierungen, Wochen, Auszeichnungen, Anmerkungen) | Höchstplatzierung, Gesamtwochen, AuszeichnungChartplatzierungen (Jahr, Titel, Musiklabel, Platzierungen, Wochen, Auszeichnungen, Anmerkungen) | Höchstplatzierung, Gesamtwochen, AuszeichnungChartplatzierungen (Jahr, Titel, Musiklabel, Platzierungen, Wochen, Auszeichnungen, Anmerkungen) | Höchstplatzierung, Gesamtwochen, AuszeichnungChartplatzierungen (Jahr, Titel, Musiklabel, Platzierungen, Wochen, Auszeichnungen, Anmerkungen) | Anmerkungen                                                  |
| Jahr | Titel Musiklabel                                | DE | AT | CH | UK | US | Dance | Anmerkungen                                                  |
| ---- | ----------------------------------------------- | --- | --- | --- | --- | --- | --- | ------------------------------------------------------------ |
| 2007 | I Created Disco Columbia Records (Sony BMG)     | — | — | — | UK8 Gold · (30 Wo.)UK | — | Dance19 (1 Wo.)Dance | Erstveröffentlichung: 15. Juni 2007 Verkäufe: + 100.000      |
| 2009 | Ready for the Weekend Columbia Records (Sony)   | — | — | — | UK1 Platin · (27 Wo.)UK | — | Dance12 (1 Wo.)Dance | Erstveröffentlichung: 14. August 2009 Verkäufe: + 342.500    |
| 2012 | 18 Months Columbia Records (Sony)               | DE63 (1 Wo.)DE | AT52 (1 Wo.)AT | CH30 (6 Wo.)CH | UK1 ×4Vierfachplatin · (109 Wo.)UK | US19 Platin · (20 Wo.)US | Dance1 (… Wo.)Dance | Erstveröffentlichung: 26. Oktober 2012 Verkäufe: + 2.795.000 |
| 2014 | Motion Columbia Records (Sony)                  | DE20 Gold · (16 Wo.)DE | AT13 (4 Wo.)AT | CH2 (50 Wo.)CH | UK2 Platin · (47 Wo.)UK | US5 Platin · (44 Wo.)US | Dance1 (… Wo.)Dance | Erstveröffentlichung: 31. Oktober 2014 Verkäufe: + 2.225.000 |
| 2017 | Funk Wav Bounces Vol. 1 Columbia Records (Sony) | DE29 (3 Wo.)DE | AT14 (1 Wo.)AT | CH10 Gold · (8 Wo.)CH | UK2 Gold · (13 Wo.)UK | US2 Platin · (42 Wo.)US | Dance1 (… Wo.)Dance | Erstveröffentlichung: 30. Juni 2017 Verkäufe: + 1.495.000    |
| 2022 | Funk Wav Bounces Vol. 2 Columbia Records (Sony) | — | — | CH30 (2 Wo.)CH | UK5 (3 Wo.)UK | US17 (2 Wo.)US | — | Erstveröffentlichung: 5. August 2022                         |

### Kompilationen
| Jahr | Titel Musiklabel                  | Höchstplatzierung, Gesamtwochen, AuszeichnungChartplatzierungen (Jahr, Titel, Musiklabel, Platzierungen, Wochen, Auszeichnungen, Anmerkungen) | Höchstplatzierung, Gesamtwochen, AuszeichnungChartplatzierungen (Jahr, Titel, Musiklabel, Platzierungen, Wochen, Auszeichnungen, Anmerkungen) | Höchstplatzierung, Gesamtwochen, AuszeichnungChartplatzierungen (Jahr, Titel, Musiklabel, Platzierungen, Wochen, Auszeichnungen, Anmerkungen) | Höchstplatzierung, Gesamtwochen, AuszeichnungChartplatzierungen (Jahr, Titel, Musiklabel, Platzierungen, Wochen, Auszeichnungen, Anmerkungen) | Höchstplatzierung, Gesamtwochen, AuszeichnungChartplatzierungen (Jahr, Titel, Musiklabel, Platzierungen, Wochen, Auszeichnungen, Anmerkungen) | Höchstplatzierung, Gesamtwochen, AuszeichnungChartplatzierungen (Jahr, Titel, Musiklabel, Platzierungen, Wochen, Auszeichnungen, Anmerkungen) | Anmerkungen                                              |
| Jahr | Titel Musiklabel                  | DE | AT | CH | UK | US | Dance | Anmerkungen                                              |
| ---- | --------------------------------- | --- | --- | --- | --- | --- | --- | -------------------------------------------------------- |
| 2024 | 96 Months Columbia Records (Sony) | — | — | — | UK11 Gold · (… Wo.)UK | — | Dance3 (… Wo.)Dance | Erstveröffentlichung: 9. August 2024 Verkäufe: + 247.500 |

### Mixtapes
- 2010: L.E.D. Festival Presents Calvin Harris

### EPs
- 2007: Napster Live Session
- 2008: iTunes Live: Berlin Festival
- 2009: iTunes Live: London Festival ’09
- 2018: Normani x Calvin Harris (mit Normani)
- 2020: Love Regenerator 1 (als Love Regenerator)
- 2020: Love Regenerator 2 (als Love Regenerator)
- 2020: Love Regenerator 3 (als Love Regenerator)
- 2020: Love Regenerator x Eli Brown (als Love Regenerator, mit Eli Brown)
- 2021: Rollercoaster (als Love Regenerator, mit Solardo)

## Singles

### Als Leadmusiker
| Jahr | Titel Album                                                     | Höchstplatzierung, Gesamtwochen, AuszeichnungChartplatzierungen (Jahr, Titel, Album, Platzierungen, Wochen, Auszeichnungen, Anmerkungen) | Höchstplatzierung, Gesamtwochen, AuszeichnungChartplatzierungen (Jahr, Titel, Album, Platzierungen, Wochen, Auszeichnungen, Anmerkungen) | Höchstplatzierung, Gesamtwochen, AuszeichnungChartplatzierungen (Jahr, Titel, Album, Platzierungen, Wochen, Auszeichnungen, Anmerkungen) | Höchstplatzierung, Gesamtwochen, AuszeichnungChartplatzierungen (Jahr, Titel, Album, Platzierungen, Wochen, Auszeichnungen, Anmerkungen) | Höchstplatzierung, Gesamtwochen, AuszeichnungChartplatzierungen (Jahr, Titel, Album, Platzierungen, Wochen, Auszeichnungen, Anmerkungen) | Höchstplatzierung, Gesamtwochen, AuszeichnungChartplatzierungen (Jahr, Titel, Album, Platzierungen, Wochen, Auszeichnungen, Anmerkungen) | Anmerkungen                                                                                                  |
| Jahr | Titel Album                                                     | DE | AT | CH | UK | US | Dance | Anmerkungen                                                                                                  |
| --- | --------------------------------------------------------------- | --- | --- | --- | --- | --- | --- | --- |
| 2007 | Acceptable in the 80’s I Created Disco                          | DE30 (9 Wo.)DE | — | — | UK10 Platin · (27 Wo.)UK | — | — | Erstveröffentlichung: 12. März 2007 Verkäufe: + 740.000                                                      |
| 2007 | The Girls I Created Disco                                       | — | — | — | UK3 Silber · (15 Wo.)UK | — | — | Erstveröffentlichung: 4. Juni 2007 Verkäufe: + 235.000                                                       |
| 2007 | Merrymaking at My Place I Created Disco                         | — | — | — | UK43 (5 Wo.)UK | — | — | Erstveröffentlichung: 20. August 2007                                                                        |
| 2009 | I’m Not Alone Ready for the Weekend                             | — | — | — | UK1 Platin · (28 Wo.)UK | — | — | Erstveröffentlichung: 6. April 2009 Verkäufe: + 755.000                                                      |
| 2009 | Ready for the Weekend                                           | — | — | — | UK3 Silber · (11 Wo.)UK | — | — | Erstveröffentlichung: 9. August 2009 Verkäufe: + 235.000                                                     |
| 2009 | Flashback Ready for the Weekend                                 | — | — | — | UK18 Silber · (9 Wo.)UK | — | — | Erstveröffentlichung: 2. November 2009 Verkäufe: + 270.000                                                   |
| 2010 | You Used to Hold Me Ready for the Weekend                       | — | — | — | UK27 (8 Wo.)UK | — | — | Erstveröffentlichung: 8. Februar 2010 Verkäufe: + 35.000                                                     |
| 2011 | Bounce 18 Months                                                | — | — | — | UK2 Platin · (24 Wo.)UK | — | — | Erstveröffentlichung: 12. Juni 2011 Verkäufe: + 982.500; feat. Kelis                                         |
| 2011 | Feel So Close 18 Months                                         | DE— GoldDE | — | CH57 Gold · (8 Wo.)CH | UK2 ×3Dreifachplatin · (24 Wo.)UK | US12 ×3Dreifachplatin · (26 Wo.)US | — | Erstveröffentlichung: 19. August 2011 Verkäufe: + 6.853.900                                                  |
| 2012 | Let’s Go 18 Months                                              | DE59 (10 Wo.)DE | AT49 (8 Wo.)AT | CH40 (5 Wo.)CH | UK2 Platin · (18 Wo.)UK | US17 Gold · (20 Wo.)US | — | Erstveröffentlichung: 30. März 2012 Verkäufe: + 1.420.000; feat. Ne-Yo                                       |
| 2012 | We’ll Be Coming Back 18 Months                                  | — | — | — | UK2 Platin · (17 Wo.)UK | — | — | Erstveröffentlichung: 29. Juli 2012 Verkäufe: + 1.105.000; feat. Example                                     |
| 2012 | Sweet Nothing 18 Months                                         | DE19 Platin · (28 Wo.)DE | AT29 (21 Wo.)AT | CH36 Gold · (19 Wo.)CH | UK1 ×2Doppelplatin · (22 Wo.)UK | US10 ×3Dreifachplatin · (27 Wo.)US | Dance3 (18 Wo.)Dance | Erstveröffentlichung: 14. Oktober 2012 Verkäufe: + 5.785.000; feat. Florence Welch                           |
| 2013 | Drinking from the Bottle 18 Months                              | — | — | — | UK5 Platin · (30 Wo.)UK | — | Dance20 (19 Wo.)Dance | Erstveröffentlichung: 27. Januar 2013 Verkäufe: + 802.500; feat. Tinie Tempah                                |
| 2013 | I Need Your Love 18 Months                                      | DE13 Platin · (36 Wo.)DE | AT3 Gold · (27 Wo.)AT | CH6 Platin · (25 Wo.)CH | UK4 Platin · (29 Wo.)UK | US16 ×3Dreifachplatin · (25 Wo.)US | Dance3 (51 Wo.)Dance | Erstveröffentlichung: 12. April 2013 Verkäufe: + 5.523.999; feat. Ellie Goulding                             |
| 2013 | Thinking About You 18 Months                                    | DE56 (9 Wo.)DE | AT66 (1 Wo.)AT | CH58 (7 Wo.)CH | UK8 Platin · (16 Wo.)UK | US86 Platin · (6 Wo.)US | Dance9 (37 Wo.)Dance | Erstveröffentlichung: 4. August 2013 Verkäufe: + 1.912.500; feat. Ayah Marar                                 |
| 2013 | Under Control Motion                                            | DE24 Gold · (23 Wo.)DE | AT21 (14 Wo.)AT | CH34 Gold · (18 Wo.)CH | UK1 Platin · (16 Wo.)UK | US— PlatinUS | Dance12 (21 Wo.)Dance | Erstveröffentlichung: 7. Oktober 2013 Verkäufe: + 2.549.000; mit Alesso feat. Hurts                          |
| 2014 | Summer Motion                                                   | DE3 ×3Dreifachgold · (35 Wo.)DE | AT2 Gold · (30 Wo.)AT | CH3 Platin · (39 Wo.)CH | UK1 ×3Dreifachplatin · (38 Wo.)UK | US7 ×6Sechsfachplatin · (26 Wo.)US | Dance1 (47 Wo.)Dance | Erstveröffentlichung: 14. März 2014 Verkäufe: + 12.059.600                                                   |
| 2014 | Blame Motion                                                    | DE4 Platin · (32 Wo.)DE | AT4 (21 Wo.)AT | CH4 Gold · (33 Wo.)CH | UK1 ×2Doppelplatin · (34 Wo.)UK | US19 ×3Dreifachplatin · (20 Wo.)US | Dance1 (35 Wo.)Dance | Erstveröffentlichung: 7. September 2014 Verkäufe: + 6.812.800; feat. John Newman                             |
| 2014 | Outside Motion                                                  | DE1 ×3Dreifachgold · (38 Wo.)DE | AT3 (29 Wo.)AT | CH5 (37 Wo.)CH | UK6 ×2Doppelplatin · (32 Wo.)UK | US29 ×3Dreifachplatin · (20 Wo.)US | Dance2 (40 Wo.)Dance | Erstveröffentlichung: 20. Oktober 2014 Verkäufe: + 6.835.000; feat. Ellie Goulding                           |
| 2015 | Open Wide Motion                                                | DE22 (4 Wo.)DE | AT58 (2 Wo.)AT | CH41 (1 Wo.)CH | UK23 (3 Wo.)UK | US— GoldUS | Dance12 (25 Wo.)Dance | Erstveröffentlichung: 27. Januar 2015 Verkäufe: + 615.000; feat. Big Sean                                    |
| 2015 | Pray to God Motion                                              | DE23 Gold · (20 Wo.)DE | AT15 (15 Wo.)AT | CH61 (7 Wo.)CH | UK35 Gold · (12 Wo.)UK | US— GoldUS | Dance8 (32 Wo.)Dance | Erstveröffentlichung: 8. März 2015 Verkäufe: + 1.352.500; feat. HAIM                                         |
| 2015 | How Deep Is Your Love 96 Months                                 | DE4 ×3Dreifachgold · (39 Wo.)DE | AT5 Gold · (29 Wo.)AT | CH4 ×2Doppelplatin · (39 Wo.)CH | UK2 ×4Vierfachplatin · (45 Wo.)UK | US27 ×4Vierfachplatin · (20 Wo.)US | Dance2 (36 Wo.)Dance | Erstveröffentlichung: 17. Juli 2015 Verkäufe: + 9.574.300; mit Disciples                                     |
| 2016 | This Is What You Came For 96 Months                             | DE5 ×3Dreifachgold · (30 Wo.)DE | AT5 Platin · (25 Wo.)AT | CH4 (39 Wo.)CH | UK2 ×4Vierfachplatin · (47 Wo.)UK | US3 ×8Achtfachplatin · (32 Wo.)US | Dance1 (50 Wo.)Dance | Erstveröffentlichung: 29. April 2016 Verkäufe: + 15.183.333; feat. Rihanna                                   |
| 2016 | My Way 96 Months                                                | DE5 Platin · (24 Wo.)DE | AT4 Platin · (23 Wo.)AT | CH2 Platin · (31 Wo.)CH | UK4 ×2Doppelplatin · (24 Wo.)UK | US24 ×2Doppelplatin · (10 Wo.)US | Dance6 (26 Wo.)Dance | Erstveröffentlichung: 16. September 2016 Verkäufe: + 5.553.333                                               |
| 2017 | Slide Funk Wav Bounces Vol. 1                                   | DE25 Gold · (17 Wo.)DE | AT34 Gold · (17 Wo.)AT | CH25 Platin · (25 Wo.)CH | UK10 ×2Doppelplatin · (25 Wo.)UK | US25 ×5Fünffachplatin · (20 Wo.)US | Dance4 (30 Wo.)Dance | Erstveröffentlichung: 24. Februar 2017 Verkäufe: + 8.448.333; feat. Frank Ocean & Migos                      |
| 2017 | Heatstroke Funk Wav Bounces Vol. 1                              | DE85 (1 Wo.)DE | AT64 (1 Wo.)AT | CH40 (2 Wo.)CH | UK25 Silber · (7 Wo.)UK | US96 Gold · (1 Wo.)US | Dance13 (20 Wo.)Dance | Erstveröffentlichung: 31. März 2017 Verkäufe: + 870.000; feat. Young Thug, Pharrell Williams & Ariana Grande |
| 2017 | Rollin Funk Wav Bounces Vol. 1                                  | DE94 (1 Wo.)DE | — | CH73 (4 Wo.)CH | UK43 Silber · (10 Wo.)UK | US62 ×2Doppelplatin · (4 Wo.)US | Dance8 (26 Wo.)Dance | Erstveröffentlichung: 12. Mai 2017 Verkäufe: + 2.635.000; feat. Future & Khalid                              |
| 2017 | Feels Funk Wav Bounces Vol. 1                                   | DE9 Platin · (21 Wo.)DE | AT5 Platin · (21 Wo.)AT | CH6 Platin · (25 Wo.)CH | UK1 ×3Dreifachplatin · (26 Wo.)UK | US20 ×3Dreifachplatin · (18 Wo.)US | Dance1 (26 Wo.)Dance | Erstveröffentlichung: 16. Juni 2017 Verkäufe: + 7.713.333; feat. Pharrell Williams, Katy Perry & Big Sean    |
| 2017 | Faking It Funk Wav Bounces Vol. 1                               | — | — | — | UK97 Silber · (1 Wo.)UK | US94 Platin · (4 Wo.)US | Dance6 (29 Wo.)Dance | Erstveröffentlichung: 17. Oktober 2017 Verkäufe: + 1.305.000; feat. Kehlani & Lil Yachty                     |
| 2017 | The Weekend (Funk Wav Remix) –                                  | — | — | — | — | US— PlatinUS | — | Erstveröffentlichung: 15. Dezember 2017 Verkäufe: + 1.105.000; mit SZA                                       |
| 2018 | Nuh Ready Nuh Ready 96 Months                                   | — | — | — | UK48 (7 Wo.)UK | — | Dance11 (9 Wo.)Dance | Erstveröffentlichung: 9. Februar 2018 feat. PartyNextDoor                                                    |
| 2018 | One Kiss 96 Months                                              | DE1 ×2Doppelplatin · (53 Wo.)DE | AT1 ×2Doppelplatin · (37 Wo.)AT | CH2 ×3Dreifachplatin · (58 Wo.)CH | UK1 ×6Sechsfachplatin · (63 Wo.)UK | US26 ×4Vierfachplatin · (21 Wo.)US | Dance2 (42 Wo.)Dance | Erstveröffentlichung: 6. April 2018 Verkäufe: + 11.903.333; mit Dua Lipa                                     |
| 2018 | Promises Love Goes • 96 Months                                  | DE2 Platin · (32 Wo.)DE | AT6 Platin · (27 Wo.)AT | CH3 ×2Doppelplatin · (38 Wo.)CH | UK1 ×3Dreifachplatin · (41 Wo.)UK | US65 Platin · (12 Wo.)US | Dance4 (26 Wo.)Dance | Erstveröffentlichung: 17. August 2018 Verkäufe: + 5.453.333; mit Sam Smith                                   |
| 2018 | I Found You Friends Keep Secrets                                | — | — | — | UK29 Silber · (7 Wo.)UK | — | Dance9 (25 Wo.)Dance | Erstveröffentlichung: 2. November 2018 Verkäufe: + 270.000; mit Benny Blanco                                 |
| 2019 | I Found You / Nilda’s Story –                                   | — | — | — | — | — | — | Erstveröffentlichung: 4. Januar 2019 mit Benny Blanco & Miguel                                               |
| 2019 | Giant 96 Months                                                 | DE6 Platin · (25 Wo.)DE | AT8 Platin · (22 Wo.)AT | CH5 Platin · (35 Wo.)CH | UK2 ×3Dreifachplatin · (40 Wo.)UK | US— GoldUS | Dance8 (21 Wo.)Dance | Erstveröffentlichung: 11. Januar 2019 Verkäufe: + 4.233.333; mit Rag ’n’ Bone Man                            |
| 2019 | I’m Not Alone 2019 96 Months                                    | — | — | — | UK66 Silber · (2 Wo.)UK | — | Dance17 (12 Wo.)Dance | Erstveröffentlichung: 5. April 2019 Verkäufe: + 200.000                                                      |
| 2020 | Hypnagogic (I Can’t Wait) / CP-1 Love Regenerator 1 • 96 Months | — | — | — | — | — | Dance15 (1 Wo.)Dance | Erstveröffentlichung: 23. Januar 2020 als Love Regenerator, mit Eli Brown                                    |
| 2020 | Moving / Don’t You Want Me –                                    | — | — | — | — | — | Dance32 (4 Wo.)Dance | Erstveröffentlichung: 3. April 2020 als Love Regenerator, mit Eli Brown                                      |
| 2020 | Live Without Your Love 96 Months                                | — | — | — | UK75 (6 Wo.)UK | — | Dance26 (8 Wo.)Dance | Erstveröffentlichung: 17. Juli 2020 als Love Regenerator, mit Steve Lacy                                     |
| 2020 | Over Now –                                                      | DE92 (1 Wo.)DE | — | CH41 (2 Wo.)CH | UK33 (8 Wo.)UK | US38 (5 Wo.)US | — | Erstveröffentlichung: 28. August 2020 Verkäufe: + 75.000; mit The Weeknd                                     |
| 2021 | By Your Side 96 Months                                          | DE75 (5 Wo.)DE | AT— GoldAT | CH73 (5 Wo.)CH | UK9 Platin · (19 Wo.)UK | — | Dance6 (20 Wo.)Dance | Erstveröffentlichung: 4. Juni 2021 Verkäufe: + 930.000; feat. Tom Grennan                                    |
| 2021 | Rollercoaster –                                                 | — | — | — | — | — | Dance32 (1 Wo.)Dance | Erstveröffentlichung: 17. September 2021 als Love Regenerator, mit Solardo                                   |
| 2022 | Lonely 96 Months                                                | — | — | — | — | — | Dance26 (1 Wo.)Dance | Erstveröffentlichung: 21. Februar 2022 als Love Regenerator, mit Riva Starr feat. Sananda Maitreya           |
| 2022 | Potion Funk Wav Bounces Vol. 2                                  | DE85 (1 Wo.)DE | AT59 (1 Wo.)AT | CH31 (4 Wo.)CH | UK16 Silber · (12 Wo.)UK | US71 Gold · (3 Wo.)US | — | Erstveröffentlichung: 27. Mai 2022 Verkäufe: + 775.000; feat. Dua Lipa & Young Thug                          |
| 2022 | New Money Funk Wav Bounces Vol. 2                               | — | — | — | — | — | — | Erstveröffentlichung: 1. Juli 2022 feat. 21 Savage                                                           |
| 2022 | Stay with Me Funk Wav Bounces Vol. 2                            | DE— aDE | — | — | UK10 Silber · (11 Wo.)UK | — | Dance9 (20 Wo.)Dance | Erstveröffentlichung: 15. Juli 2022 Verkäufe: + 255.000; feat. Justin Timberlake, Halsey & Pharrell          |
| 2023 | Miracle 96 Months                                               | DE43 (23 Wo.)DE | AT44 Gold · (9 Wo.)AT | CH23 ×2Doppelplatin · (24 Wo.)CH | UK1 ×2Doppelplatin · (39 Wo.)UK | US— GoldUS | Dance6 (25 Wo.)Dance | Erstveröffentlichung: 10. März 2023 Verkäufe: + 2.591.333; mit Ellie Goulding                                |
| 2023 | Desire 96 Months                                                | DE78 (8 Wo.)DE | — | CH48 Gold · (8 Wo.)CH | UK6 Platin · (17 Wo.)UK | — | Dance5 (20 Wo.)Dance | Erstveröffentlichung: 28. Juli 2023 Verkäufe: + 939.000; mit Sam Smith                                       |
| 2023 | Body Moving 96 Months                                           | — | — | — | UK34 Silber · (9 Wo.)UK | — | Dance30 (8 Wo.)Dance | Erstveröffentlichung: 17. November 2023 Verkäufe: + 200.000; mit Eliza Rose                                  |
| 2024 | Lovers in a Past Life 96 Months                                 | DE— bDE | — | — | UK13 Silber · (16 Wo.)UK | — | Dance11 (15 Wo.)Dance | Erstveröffentlichung: 16. Februar 2024 Verkäufe: + 200.000; feat. Rag ’n’ Bone Man                           |
| 2024 | Free 96 Months                                                  | DE— cDE | — | — | UK35 Silber · (13 Wo.)UK | — | Dance15 (10 Wo.)Dance | Erstveröffentlichung: 26. Juli 2024 Verkäufe: + 200.000; feat. Ellie Goulding                                |
| 2025 | Smoke the Pain Away –                                           | — | — | — | UK46 (6 Wo.)UK | — | Dance8 (3 Wo.)Dance | Erstveröffentlichung: 14. März 2025                                                                          |
| 2025 | Blessings –                                                     | DE24 (… Wo.)DE | AT50 (… Wo.)AT | CH16 (… Wo.)CH | UK3 Silber · (… Wo.)UK | — | Dance3 (… Wo.)Dance | Erstveröffentlichung: 9. Mai 2025 Verkäufe: + 202.000; feat. Clementine Douglas                              |
| Folgende Lieder erschienen nicht als Single, wurden aber durch das Album zum Download und Streaming bereitgestellt und konnten somit eine Platzierung erlangen: |                                                                 | | | | | | | |
| |                                                                 | | | | | | | |
| 2014 | C.U.B.A –                                                       | — | — | — | UK89 (1 Wo.)UK | — | — | Charteinstieg: 20. September 2014                                                                            |
| 2014 | Slow Acid Motion                                                | — | — | — | UK86 (2 Wo.)UK | — | Dance19 (5 Wo.)Dance | Charteinstieg: 25. Oktober 2014                                                                              |
| 2014 | Together Motion                                                 | — | — | — | — | — | Dance25 (2 Wo.)Dance | Charteinstieg: 25. Oktober 2014 feat. Gwen Stefani                                                           |
| 2014 | Faith Motion                                                    | — | — | — | — | — | Dance31 (2 Wo.)Dance | Charteinstieg: 25. Oktober 2014                                                                              |
| 2014 | Dollar Signs Motion                                             | — | — | — | — | — | Dance31 (1 Wo.)Dance | Charteinstieg: 25. Oktober 2014 feat. Tinashe                                                                |
| 2014 | Love Now Motion                                                 | — | — | — | — | — | Dance32 (1 Wo.)Dance | Charteinstieg: 25. Oktober 2014 feat. All About She                                                          |
| 2014 | Burnin’ Motion                                                  | — | — | — | — | — | Dance37 (2 Wo.)Dance | Charteinstieg: 25. Oktober 2014 feat. R3hab                                                                  |
| 2014 | It Was You Motion                                               | — | — | — | — | — | Dance43 (1 Wo.)Dance | Charteinstieg: 25. Oktober 2014 feat. Firebeatz                                                              |
| 2017 | Prayers Up Funk Wav Bounces Vol. 1                              | — | — | — | — | — | Dance18 (10 Wo.)Dance | Charteinstieg: 30. Juni 2017 feat. Travi$ Scott & A-Trak                                                     |
| 2017 | Cash Out Funk Wav Bounces Vol. 1                                | — | — | — | — | — | Dance20 (10 Wo.)Dance | Charteinstieg: 30. Juni 2017 Verkäufe: + 40.000; feat. Schoolboy Q, PartyNextDoor & D.R.A.M.                 |
| 2017 | Skrt on Me Funk Wav Bounces Vol. 1                              | — | — | — | — | — | Dance20 (10 Wo.)Dance | Charteinstieg: 30. Juni 2017 feat. Nicki Minaj                                                               |
| 2017 | Holiday Funk Wav Bounces Vol. 1                                 | — | — | — | — | — | Dance26 (4 Wo.)Dance | Charteinstieg: 30. Juni 2017 feat. Snoop Dogg, John Legend & Takeoff                                         |
| 2017 | Hard to Love Funk Wav Bounces Vol. 1                            | — | — | — | — | — | Dance30 (7 Wo.)Dance | Charteinstieg: 30. Juni 2017 feat. Jessie Reyez                                                              |
| 2017 | Don’t Quit Grateful                                             | — | — | CH76 (1 Wo.)CH | UK75 (1 Wo.)UK | US68 (1 Wo.)US | — | Charteinstieg: 2. Juli 2017 mit DJ Khaled feat. Travi$ Scott & Jeremih                                       |
| 2018 | Checklist Normani x Calvin Harris                               | — | — | — | UK98 (1 Wo.)UK | — | — | Charteinstieg: 22. Oktober 2018 mit Normani feat. Wizkid                                                     |
| 2020 | The Power of Love II Love Regenerator 2                         | — | — | — | — | — | Dance33 (1 Wo.)Dance | Charteinstieg: 29. Februar 2020 als Love Regenerator                                                         |
| 2020 | Give Me Strength Love Regenerator 2                             | — | — | — | — | — | Dance33 (1 Wo.)Dance | Charteinstieg: 28. März 2020 als Love Regenerator                                                            |
| 2022 | Obsessed Funk Wav Bounces Vol. 2                                | — | — | — | UK71 (1 Wo.)UK | — | — | Charteinstieg: 18. August 2022 mit Charlie Puth & Shenseea                                                   |

### Als Gastmusiker
| Jahr | Titel Album                         | Höchstplatzierung, Gesamtwochen, AuszeichnungChartplatzierungen (Jahr, Titel, Album, Platzierungen, Wochen, Auszeichnungen, Anmerkungen) | Höchstplatzierung, Gesamtwochen, AuszeichnungChartplatzierungen (Jahr, Titel, Album, Platzierungen, Wochen, Auszeichnungen, Anmerkungen) | Höchstplatzierung, Gesamtwochen, AuszeichnungChartplatzierungen (Jahr, Titel, Album, Platzierungen, Wochen, Auszeichnungen, Anmerkungen) | Höchstplatzierung, Gesamtwochen, AuszeichnungChartplatzierungen (Jahr, Titel, Album, Platzierungen, Wochen, Auszeichnungen, Anmerkungen) | Höchstplatzierung, Gesamtwochen, AuszeichnungChartplatzierungen (Jahr, Titel, Album, Platzierungen, Wochen, Auszeichnungen, Anmerkungen) | Höchstplatzierung, Gesamtwochen, AuszeichnungChartplatzierungen (Jahr, Titel, Album, Platzierungen, Wochen, Auszeichnungen, Anmerkungen) | Anmerkungen                                                                                             |
| Jahr | Titel Album                         | DE | AT | CH | UK | US | Dance | Anmerkungen                                                                                             |
| ---- | ----------------------------------- | --- | --- | --- | --- | --- | --- | --- |
| 2008 | Dance wiv Me Tongue n’ Cheek        | DE48 (9 Wo.)DE | — | — | UK1 ×3Dreifachplatin · (60 Wo.)UK | — | — | Erstveröffentlichung: 22. Juni 2008 Verkäufe: + 1.930.000; Dizzee Rascal feat. Calvin Harris & Chrome   |
| 2011 | We Found Love Talk That Talk        | DE1 ×3Dreifachplatin · (34 Wo.)DE | AT2 (23 Wo.)AT | CH1 ×2Doppelplatin · (34 Wo.)CH | UK1 ×5Fünffachplatin · (63 Wo.)UK | US1 Diamant + Platin · (42 Wo.)US | Dance3 (2 Wo.)Dance | Erstveröffentlichung: 22. September 2011 Verkäufe: + 20.550.000; Rihanna feat. Calvin Harris            |
| 2011 | Off the Record Full Tank            | — | — | — | UK24 (2 Wo.)UK | — | — | Erstveröffentlichung: 4. November 2011 Tinchy Stryder feat. Calvin Harris & Burns                       |
| 2016 | Hype –                              | — | — | — | UK34 Silber · (7 Wo.)UK | — | — | Erstveröffentlichung: 24. Juni 2016 Verkäufe: + 200.000; Dizzee Rascal feat. Calvin Harris              |
| 2023 | I’m Not Here to Make Friends Gloria | DE100 (1 Wo.)DE | — | CH50 (2 Wo.)CH | UK23 (7 Wo.)UK | US71 (2 Wo.)US | — | Erstveröffentlichung: 27. Januar 2023 Verkäufe: + 115.000; Sam Smith feat. Calvin Harris & Jessie Reyez |

## Musikvideos
| Jahr | Titel                                                         | Regie                        | Album                                 |
| ---- | ------------------------------------------------------------- | ---------------------------- | ------------------------------------- |
| 2007 | Acceptable in the 80’s                                        | Woof Wan-Bau                 | I Created Disco                       |
| 2007 | The Girls                                                     | Kim Gehrig                   | I Created Disco                       |
| 2007 | Merrymaking at My Place                                       | Kinga Burza                  | I Created Disco                       |
| 2008 | Dance wiv Me (mit Dizzee Rascal & Chrome)                     | Mark Anthony Galluzzo        | Ready for the Weekend Tongue n’ Cheek |
| 2009 | I’m Not Alone                                                 | Christian Holm-Glad          | Ready for the Weekend                 |
| 2009 | Ready for the Weekend                                         | Ben Ib                       | Ready for the Weekend                 |
| 2009 | Flashback                                                     | Vincent Haycock              | Ready for the Weekend                 |
| 2010 | You Used to Hold Me                                           |                              | Ready for the Weekend                 |
| 2011 | Awooga                                                        | Calvin Harris                | 18 Months                             |
| 2011 | Bounce (feat. Kelis)                                          | Vincent Haycock              | 18 Months                             |
| 2011 | Feel So Close                                                 | Vincent Haycock              | 18 Months                             |
| 2011 | We Found Love (mit Rihanna)                                   | Melina Matsoukas             | Talk That Talk / 18 Months            |
| 2011 | Off the Record (mit Tinchy Stryder & Burns)                   | Luke Monaghan & James Barber | Full Tank                             |
| 2012 | Let’s Go (feat. Ne-Yo)                                        | Vincent Haycock              | 18 Months                             |
| 2012 | We’ll Be Coming Back (feat. Example)                          | Saman Keshavarz              | 18 Months                             |
| 2012 | Sweet Nothing (feat. Florence Welch)                          | Vincent Haycock              | 18 Months                             |
| 2012 | Drinking from the Bottle (feat. Tinie Tempah)                 | Vincent Haycock, AG Rojas    | 18 Months                             |
| 2013 | I Need Your Love (feat. Ellie Goulding)                       | Emil Nava                    | 18 Months / Halcyon                   |
| 2013 | Thinking About You (feat. Ayah Marar)                         | Vincent Haycock              | 18 Months                             |
| 2013 | Under Control (mit Alesso & Hurts)                            | Emil Nava                    | Motion                                |
| 2014 | Summer                                                        | Emil Nava                    | Motion                                |
| 2014 | Blame (feat. John Newman)                                     | Emil Nava                    | Motion                                |
| 2014 | Slow Acid                                                     | Emil Nava                    | Motion                                |
| 2014 | Open Wide (feat. Big Sean)                                    | Emil Nava                    | Motion                                |
| 2014 | Outside (feat. Ellie Goulding)                                | Emil Nava                    | Motion / Delirium                     |
| 2015 | Pray to God (feat. Haim)                                      | Emil Nava                    | Motion                                |
| 2015 | How Deep Is Your Love (mit Disciples)                         | Emil Nava                    | 96 Months                             |
| 2016 | This Is What You Came For (feat. Rihanna)                     | Emil Nava                    | 96 Months                             |
| 2016 | Hype (mit Dizzee Rascal)                                      | Emil Nava                    |                                       |
| 2016 | My Way                                                        | Emil Nava                    | 96 Months                             |
| 2017 | Feels (feat. Pharrell Williams, Katy Perry & Big Sean)        | Emil Nava                    | Funk Wav Bounces Vol. 1               |
| 2017 | Hard to Love (feat. Jessie Reyez)                             | Philip Harris                | Funk Wav Bounces Vol. 1               |
| 2017 | Faking It (feat. Kehlani & Lil Yachty)                        | Emil Nava                    | Funk Wav Bounces Vol. 1               |
| 2018 | Nuh Ready Nuh Ready (feat. PartyNextDoor)                     | Emil Nava                    | 96 Months                             |
| 2018 | One Kiss (mit Dua Lipa)                                       | Emil Nava                    | 96 Months                             |
| 2018 | Promises (mit Sam Smith)                                      | Emil Nava                    | Love Goes / 96 Months                 |
| 2018 | I Found You (mit Benny Blanco)                                | Jake Schreier                | Friends Keep Secrets                  |
| 2019 | Giant (mit Rag’n’Bone Man)                                    | Emil Nava                    | 96 Months                             |
| 2020 | Live Without Your Love (als Love Regenerator, mit Steve Lacy) | Emil Nava                    | 96 Months                             |
| 2021 | By Your Side (feat. Tom Grennan)                              | Emil Nava                    | 96 Months                             |
| 2022 | Potion (feat. Dua Lipa und Young Thug)                        | Emil Nava                    | Funk Wav Bounces Vol. 2               |
| 2022 | Stay with Me (feat. Justin Timberlake, Halsey and Pharrell)   | Emil Nava                    | Funk Wav Bounces Vol. 2               |
| 2022 | Obsessed (feat. Charlie Puth and Shenseea)                    | Emil Nava                    | Funk Wav Bounces Vol. 2               |
| 2023 | Miracle (mit Ellie Goulding)                                  | Taz Tron Delix               | 96 Months                             |
| 2023 | Desire (mit Sam Smith)                                        | KC Locke                     | 96 Months                             |
| 2023 | Body Moving (mit Eliza Rose)                                  | Jeanie Crystal               | 96 Months                             |
| 2024 | Lovers In A Past Life (mit Rag'n'Bone Man)                    | Hector Dockrill              | 96 Months                             |

## Produktionen
- 2007: Heart Beat Rock (mit Kylie Minogue)
- 2007: In My Arms (mit Kylie Minogue)
- 2007: Michael Jackson (mit The Mitchell Brothers)
- 2009: Holiday (mit Dizzee Rascal)
- 2009: Road Rage (mit Dizzee Rascal)
- 2009: Century (mit Tiësto)
- 2010: Time Machine (mit Example)
- 2010: Too Much (mit Kylie Minogue)
- 2010: Hands (mit The Ting Tings)
- 2010: Yeah 3x (mit Chris Brown)
- 2011: Off & On (mit Sophie Ellis-Bextor)
- 2011: Reminds Me of You (mit LMFAO)
- 2011: We Found Love (mit Rihanna)
- 2011: Where Have You Been (mit Rihanna)
- 2011: Off the Record (mit Tinchy Stryder & Burns)
- 2011: One Life (mit Mary J. Blige)
- 2012: Only the Horses (mit Scissor Sisters)
- 2012: Call My Name (mit Cheryl Cole)
- 2013: All the Things (mit Pitbull feat. Inna)
- 2014: I Will Never Let You Down (mit Rita Ora)
- 2016: Olé (mit John Newman)
- 2018: Chalice (mit Donae'o feat. Belly)
- 2020: Some Nights Last for Days (mit Example)
- 2021: I Heard You're Married (mit The Weeknd feat. Lil Wayne)
- 2023: I'm Not Here to Make Friends (mit Sam Smith feat. Jessie Reyez)
- 2024: Fuckin' Up the Disco (mit Justin Timberlake)
- 2024: No Angels (mit Justin Timberlake)
- 2024: Infinity Sex (mit Justin Timberlake)

## Sonderveröffentlichungen
Remixe
- 2006: All Saints – Rock Steady
- 2007: Groove Armada – Get Down
- 2007: CSS – Let’s Make Love and Listen to Death from Above
- 2007: The Ting Tings – Great DJ
- 2008: Cut Copy – Hearts on Fire
- 2008: Primal Scream – Uptown
- 2008: The Hours – See the Light
- 2008: Kaiser Chiefs – Good Days Bad Days
- 2008: Zuper Blahq – Here We Go
- 2009: The Ting Tings – We Walk
- 2009: Shakira – She Wolf
- 2009: Passion Pit – The Reeling
- 2009: Mr Hudson feat. Kanye West – Supernova
- 2009: David Guetta feat. Estelle – One Love
- 2009: Katy Perry – Waking Up in Vegas
- 2009: Mika – We Are Golden
- 2010: Kelis – 4th of July (Fireworks)
- 2011: Nero – Promises
- 2012: Florence + the Machine – Spectrum
- 2013: Fatboy Slim & Riva Starr feat. Beardyman – Eat, Sleep, Rave, Repeat
- 2013: Empire of the Sun – DNA
- 2013: The Killers – When You Were Young
- 2015: Calvin Harris feat. Haim – Pray to God
- 2015: Calvin Harris & Disciples – How Deep Is Your Love

## Statistik

### Chartauswertung
|                     | DE    | AT    | CH    | UK    | US    | Dance       |
| ------------------- | ----- | ----- | ----- | ----- | ----- | ----------- |
| Nummer-eins-Alben   | DE—DE | AT—AT | CH—CH | UK2UK | US—US | Dance3Dance |
| Top-10-Alben        | DE—DE | AT—AT | CH2CH | UK6UK | US2US | Dance4Dance |
| Alben in den Charts | DE3DE | AT3AT | CH4CH | UK7UK | US4US | Dance6Dance |

|                       | DE     | AT     | CH     | UK     | US     | Dance        |
| --------------------- | ------ | ------ | ------ | ------ | ------ | ------------ |
| Nummer-eins-Singles   | DE3DE  | AT1AT  | CH1CH  | UK11UK | US1US  | Dance4Dance  |
| Top-10-Singles        | DE11DE | AT12AT | CH12CH | UK31UK | US4US  | Dance22Dance |
| Singles in den Charts | DE30DE | AT23AT | CH30CH | UK56UK | US23US | Dance47Dance |

### Auszeichnungen für Musikverkäufe
| Land/RegionAuszeichnungen für Musikverkäufe (Land/Region, Auszeichnungen, Verkäufe, Quellen) | Silber       | Gold         | Platin         | Diamant       | Verkäufe   | Quellen                           |
| -------------------------------------------------------------------------------------------- | ------------ | ------------ | -------------- | ------------- | ---------- | --------------------------------- |
| Australien (ARIA)                                                                            | —            | 13× Gold13   | 137× Platin137 | —             | 10.025.000 | aria.com.au                       |
| Belgien (BRMA)                                                                               | —            | 6× Gold6     | 13× Platin13   | —             | 525.000    | ultratop.be                       |
| Brasilien (PMB)                                                                              | —            | 5× Gold5     | 14× Platin14   | 39× Diamant39 | 9.840.000  | pro-musicabr.org.br               |
| Dänemark (IFPI)                                                                              | —            | 10× Gold10   | 42× Platin42   | —             | 2.442.500  | ifpi.dk                           |
| Deutschland (BVMI)                                                                           | —            | 11× Gold11   | 17× Platin17   | —             | 8.400.000  | musikindustrie.de                 |
| Finnland (IFPI)                                                                              | —            | —            | —              | —             | 52.999     | Einzelnachweise                   |
| Frankreich (SNEP)                                                                            | —            | 2× Gold2     | —              | 8× Diamant8   | 3.076.264  | snepmusique.com                   |
| Griechenland (IFPI)                                                                          | —            | 3× Gold3     | 2× Platin2     | —             | 70.000     | Einzelnachweise                   |
| Irland (IRMA)                                                                                | —            | —            | 2× Platin2     | —             | 30.000     | Einzelnachweise                   |
| Italien (FIMI)                                                                               | —            | 8× Gold8     | 35× Platin35   | —             | 1.900.000  | fimi.it                           |
| Japan (RIAJ)                                                                                 | —            | Gold1        | Platin1        | —             | 350.000    | riaj.or.jp                        |
| Kanada (MC)                                                                                  | —            | 9× Gold9     | 71× Platin71   | —             | 6.040.000  | musiccanada.com                   |
| Mexiko (AMPROFON)                                                                            | —            | 9× Gold9     | 29× Platin29   | 11× Diamant11 | 5.190.000  | amprofon.com.mx                   |
| Neuseeland (RMNZ)                                                                            | —            | 9× Gold9     | 75× Platin75   | —             | 2.092.500  | aotearoamusiccharts.co.nz NZ2 NZ3 |
| Niederlande (NVPI)                                                                           | —            | 2× Gold2     | —              | —             | 50.000     | nvpi.nl                           |
| Norwegen (IFPI)                                                                              | —            | 2× Gold2     | 24× Platin24   | —             | 760.000    | ifpi.no                           |
| Österreich (IFPI)                                                                            | —            | 7× Gold7     | 7× Platin7     | —             | 330.000    | ifpi.at                           |
| Polen (ZPAV)                                                                                 | —            | Gold1        | 22× Platin22   | 6× Diamant6   | 1.140.000  | olis.pl                           |
| Portugal (AFP)                                                                               | —            | 5× Gold5     | 17× Platin17   | —             | 195.000    | Einzelnachweise                   |
| Schweden (IFPI)                                                                              | —            | 2× Gold2     | 40× Platin40   | —             | 1.640.000  | sverigetopplistan.se              |
| Schweiz (IFPI)                                                                               | —            | 5× Gold5     | 19× Platin19   | —             | 500.000    | hitparade.ch musikwoche.de        |
| Singapur (RIAS)                                                                              | —            | Gold1        | —              | —             | 5.000      | rias.org.sg                       |
| Spanien (Promusicae)                                                                         | —            | 5× Gold5     | 31× Platin31   | —             | 1.770.000  | elportaldelmusicas.es             |
| Südafrika (RISA)                                                                             | —            | Gold1        | —              | —             | 10.000     | Einzelnachweise                   |
| Ungarn (MAHASZ)                                                                              | —            | Gold1        | 3× Platin3     | —             | 14.000     | slagerlistak.hu                   |
| Vereinigte Staaten (RIAA)                                                                    | —            | 7× Gold7     | 65× Platin65   | Diamant1      | 78.660.000 | riaa.com                          |
| Vereinigtes Königreich (BPI)                                                                 | 15× Silber15 | 4× Gold4     | 72× Platin72   | —             | 45.972.000 | bpi.co.uk                         |
| Insgesamt                                                                                    | 15× Silber15 | 129× Gold129 | 738× Platin738 | 65× Diamant65 |            |                                   |